# Платонов, Денис Александрович
Денис Александрович Платонов (6 ноября 1981, Саратов, СССР) — российский хоккеист, крайний нападающий; тренер.

## Карьера
Игровая
Воспитанник саратовского хоккея. Начал профессиональную карьеру в 1998 году в высшей лиге в составе родного «Кристалла». В 2001 году на драфте НХЛ был выбран в 3 раунде под общим 75 номером клубом «Нэшвилл Предаторз». В составе саратовского клуба выступал на протяжении четырёх сезонов, набрав за это время 66 (42+24) очков в 148 проведённых матчах.
В 2002 году Платонов перешёл в казанский «Ак Барс», а перед началом следующего сезона отправился в Северную Америку, однако, проведя лишь 3 матча в АХЛ в составе клуба «Милуоки Эдмиралс», вернулся в Казань. В «Ак Барсе» выступал до конца локаутного сезона 2004/05, когда подписал контракт с нижнекамским «Нефтехимиком».
Перед началом сезона 2005/06 Платонов заключил соглашение с магнитогорским «Металлургом», в составе которого добился основных успехов в своей карьере, в 2007 году став чемпионом России, а два года спустя обладателем Кубка европейских чемпионов, также трижды становясь бронзовым призёром российских первенств. В составе «Металлурга» выступал на протяжении шести сезонов, набрав 196 (117+79) очков в 406 матчах.
13 сентября 2010 года в матче против «Салавата Юлаева» сделал покер, став лишь пятым игроком в истории КХЛ, которому удалось отметиться четырежды в одном матче.
10 мая 2011 год, находясь в ранге лучшего снайпера магнитогорского клуба, подписал двухлетний контракт с омским «Авангардом». Провёл 22 матча, в которых набрал 11 (1+10) очков, 8 декабря был выставлен клубом на драфт отказов. 15 декабря стал игроком уфимского «Салавата Юлаева», в составе которого за оставшуюся часть сезона набрал только 5 (3+2) очков в 26 проведённых матчах. 29 марта 2012 года контракт был расторгнут по обоюдному согласию сторон.
3 мая 2012 года Платонов принял решение вернуться в магнитогорский «Металлург», заключив с клубом двухлетнее соглашение. 5 июня 2014 года клуб объявил о продлении контракта сроком на два года.
17 февраля 2018 года на турнире «Davos Hockey Summit» Денис Платонов забросил шайбу в ворота чешского «Оцеларжи» с передачи своего 17-летнего сына Юрия.
15 марта 2019 года завершил карьеру, а уже летом 2019 года его свитер был поднят под своды «Арены Металлург».
В сборной
В составе сборной России Денис Платонов принимал участие в этапах Еврохоккейтура в сезонах 2002/03, 2005/06, 2007/08 и 2010/11. За это время провёл 10 матчей, в которых он набрал 2 (1+1) очка.
Тренерская
Тренерскую карьеру начинал в системе магнитогорского «Металлурга» — руководил «Стальными Лисами» (МХЛ). Сезон-2024/25 провел в роли старшего тренера саратовского «Кристалла». Летом 2025 года возглавил «Кристалл».

## Достижения
- Чемпион России 2007, 2014, 2016
- Бронзовый призёр чемпионата России (3): 2004, 2006, 2008.
- Бронзовый призёр открытого чемпионата России КХЛ 2009.
- Обладатель Кубка европейских чемпионов 2008.
- Обладатель Кубка Шпенглера 2005.
- Финалист Лиги чемпионов 2009.
- Двукратный обладатель Кубка Гагарина 2014, 2016.

## Статистика
| Легенда | Легенда                    | Легенда | Легенда                   | Легенда | Легенда    |
| ------- | -------------------------- | ------- | ------------------------- | ------- | ---------- |
| И       | Количество проведённых игр | Штр     | Штрафное время            | +/−     | Плюс-минус |
| Г       | Голы                       | П       | Голевые передачи          | О       | Очки       |
| -       | Статистика неизвестна      | —       | Статистика не учитывалась |         |            |